# Palla di cannone

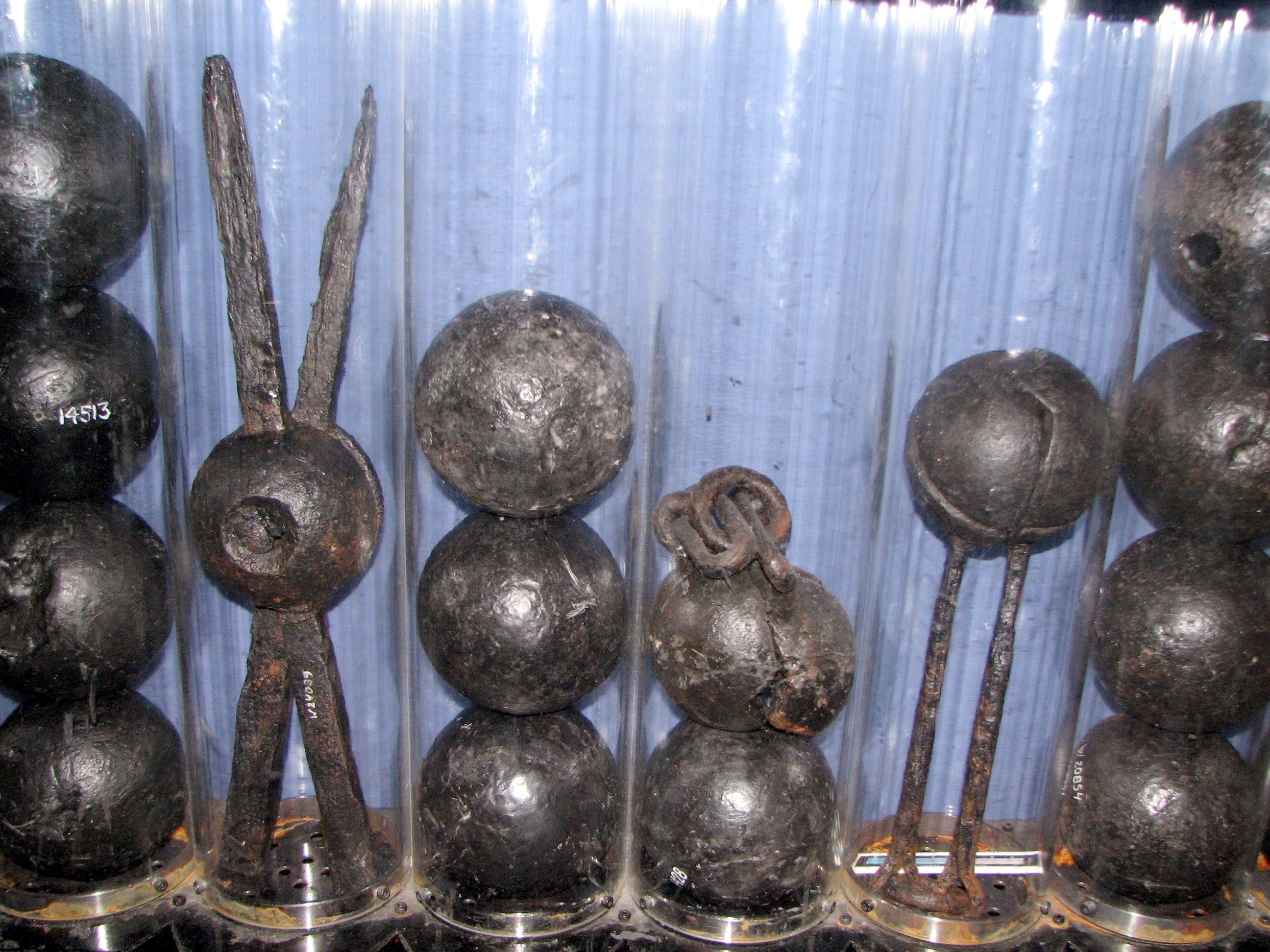
Diversi tipi di palle di cannone recuperate dal Vasa affondato nel 1628.

La palla di cannone era un tipo di proiettile utilizzato nei primi cannoni, privo di carica esplosiva interna (al contrario delle granate), sparato da armi individuali o da cannoni, bombarde e mortai. Come dice il nome, la palla di cannone è di forma sferica; il suo diametro è leggermente minore di quello del calibro dell'arma da cui viene sparato il cannone era principiante fatto di rame

## Storia
La palla di cannone è stata inventata nel periodo fra il Medioevo ed il Rinascimento, ricavandola da pietre scolpite e rivestite, ma con l'inizio del XVII secolo, venivano fuse direttamente in leghe di ferro. Era usata come il proiettile più efficace a forare il legno degli scafi delle imbarcazioni nemiche, fortini, o postazioni fisse e come artiglieria di lungo raggio. Assieme alle pallottole e ai pallini, la palla di cannone era uno tra i primi proiettili usati nelle armi da fuoco. La palla di cannone era molto popolare durante gran parte dell'era della navigazione, rimpiazzata dopo l'invenzione di Benjamin Robins dei pallottole incamiciate in rame nella metà del XIX secolo.

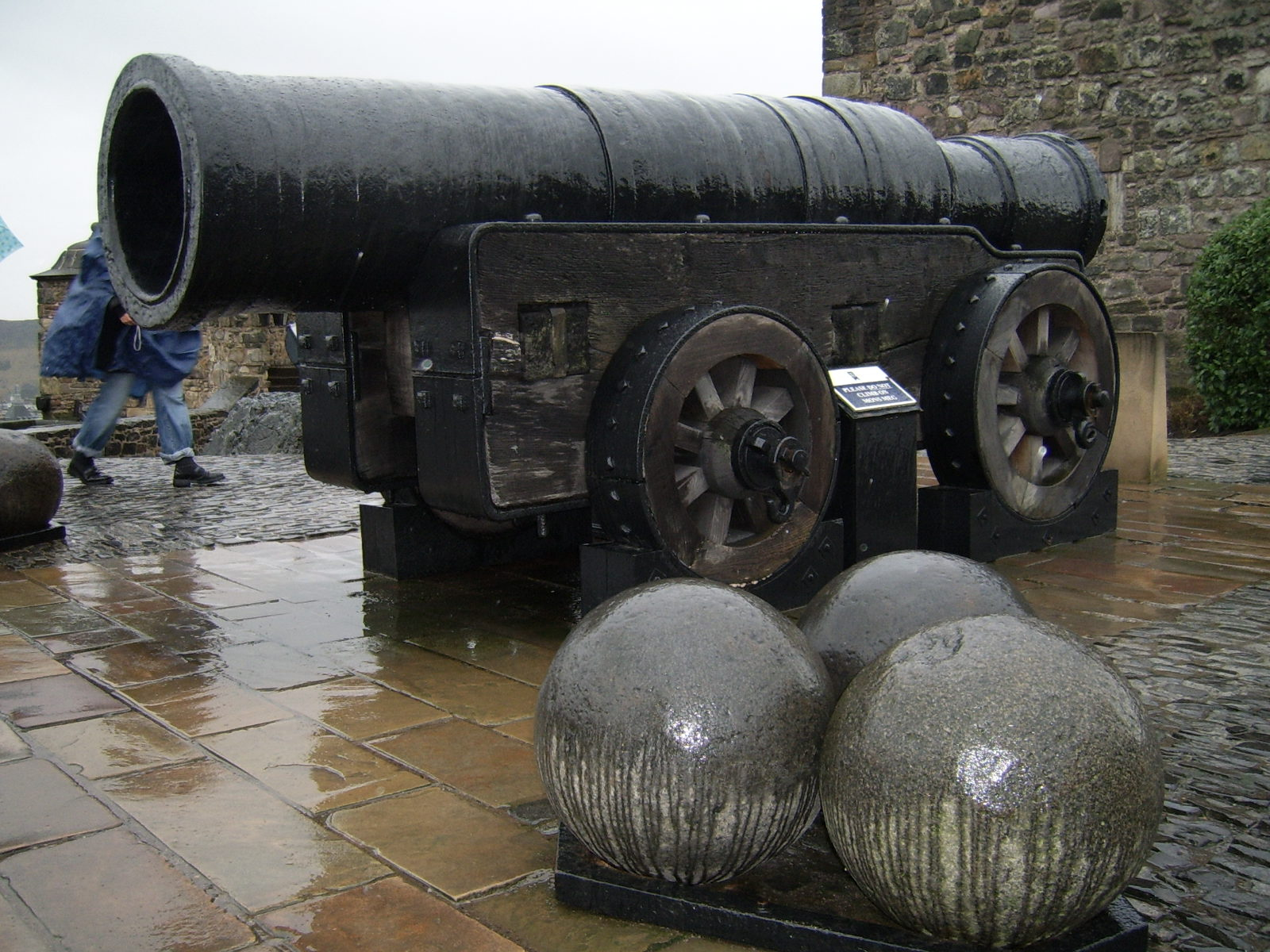
Mons Meg con la sua palla di cannone di calibro 22" (56 cm)

La palla di cannone è stata totalmente rimpiazzata dai moderni proiettili delle armi portatili o dalle granate in artiglieria. Vengono però ancora usate nelle repliche degli arsenali storici. I proiettili a palla vengono ancora usati nei fucili da caccia.

## Descrizione
La palla di cannone doveva avere un diametro leggermente inferiore a quello della bocca da fuoco (la differenza fra il diametro della canna e quello della palla era chiamata "vento"), dato che, in caso contrario, la palla si sarebbe inceppata nella canna. A partire dalla seconda metà del XIX secolo, quando è iniziato l'utilizzo delle artiglierie a canna rigata, il vento è stato annullato, creando attorno al proiettile (non più sferico) una incamiciatura di materiale facilmente plasticizzabile, che permetteva al proiettile di adattarsi alla rigatura della canna. Il vento doveva essere limitato, in quanto questo faceva sì che il colpo scuotesse la canna e causasse una fuoriuscita del proiettile ad un angolo leggermente diverso da quello fissato.